# سیارک ۴۸۹۳
سیارک ۴۸۹۳ (به انگلیسی: 4893 Seitter، نامگذاری:1986PT4) چهار هزار و هشتصد و نود و سومین سیارک کشف شده‌است که در ۹ اوت ۱۹۸۶ کشف شد.
قدر مطلق سیارک برابر ۱۱٫۸۰ است.